# 威廉斯頓 (密西根州)
威廉斯頓（英語：Williamston）是一個位於美國密西根州英厄姆縣的城市。

## 人口
根據2020年美國人口普查的數據，威廉斯頓的面積為6.54平方千米，當中陸地面積為6.35平方千米，而水域面積為0.18平方千米。當地共有人口3819人，而人口密度為每平方千米584人。